# Grzeszów
Grzeszów – kolonia w Polsce położona w województwie lubuskim, w powiecie sulęcińskim, w gminie Sulęcin.
W latach 1975–1998 miejscowość należała administracyjnie do województwa gorzowskiego.